# La Genevroye
La Genevroye est une commune française située dans le département de la Haute-Marne, en région Grand Est.

### Localisation

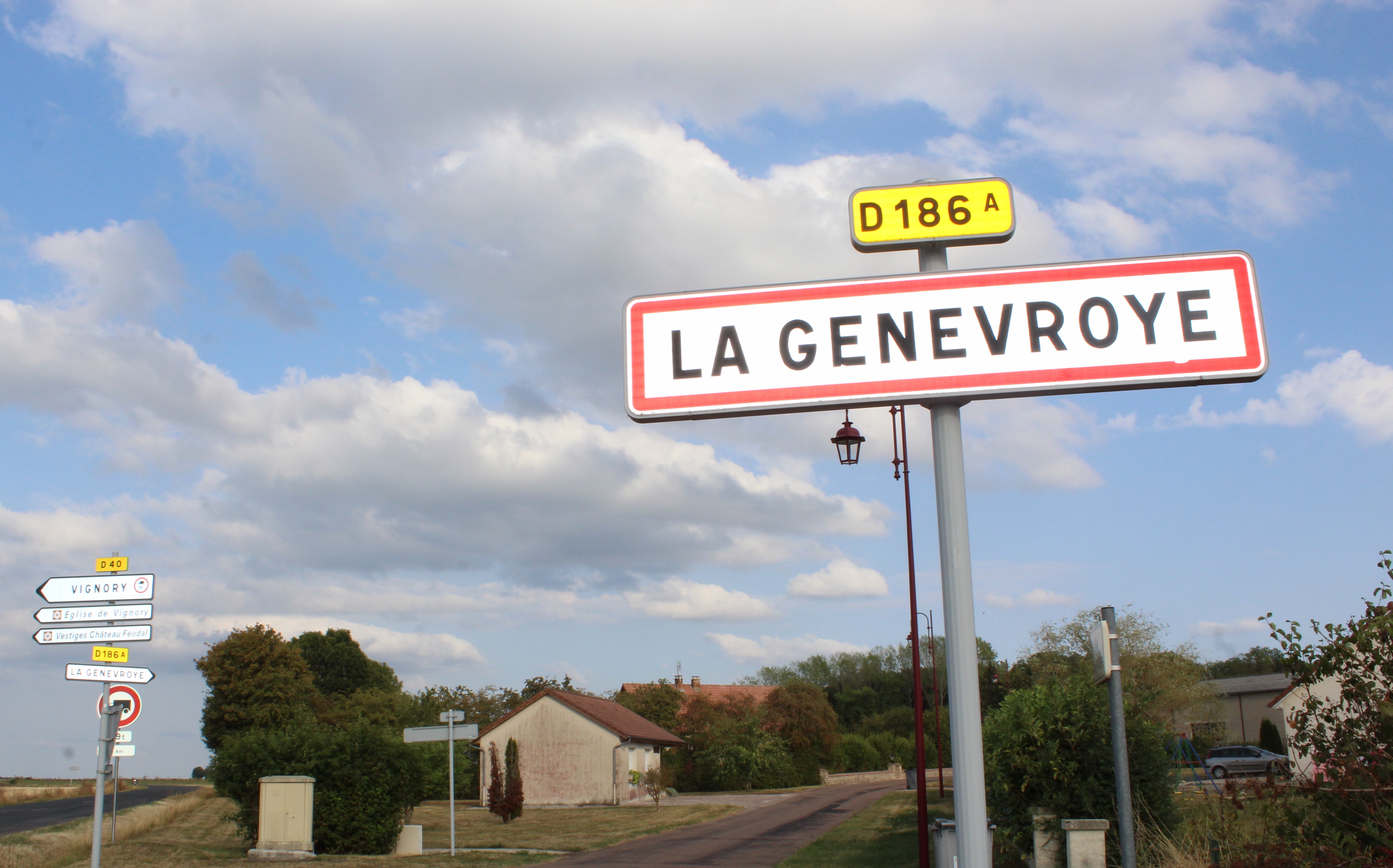
Entrée du village avec la mairie en arrière-plan

## Géographie

### Hydrographie
La commune est dans la région hydrographique « la Seine de sa source au confluent de l'Oise (exclu) » au sein du bassin Seine-Normandie. Elle n'est drainée par aucun cours d'eau,.

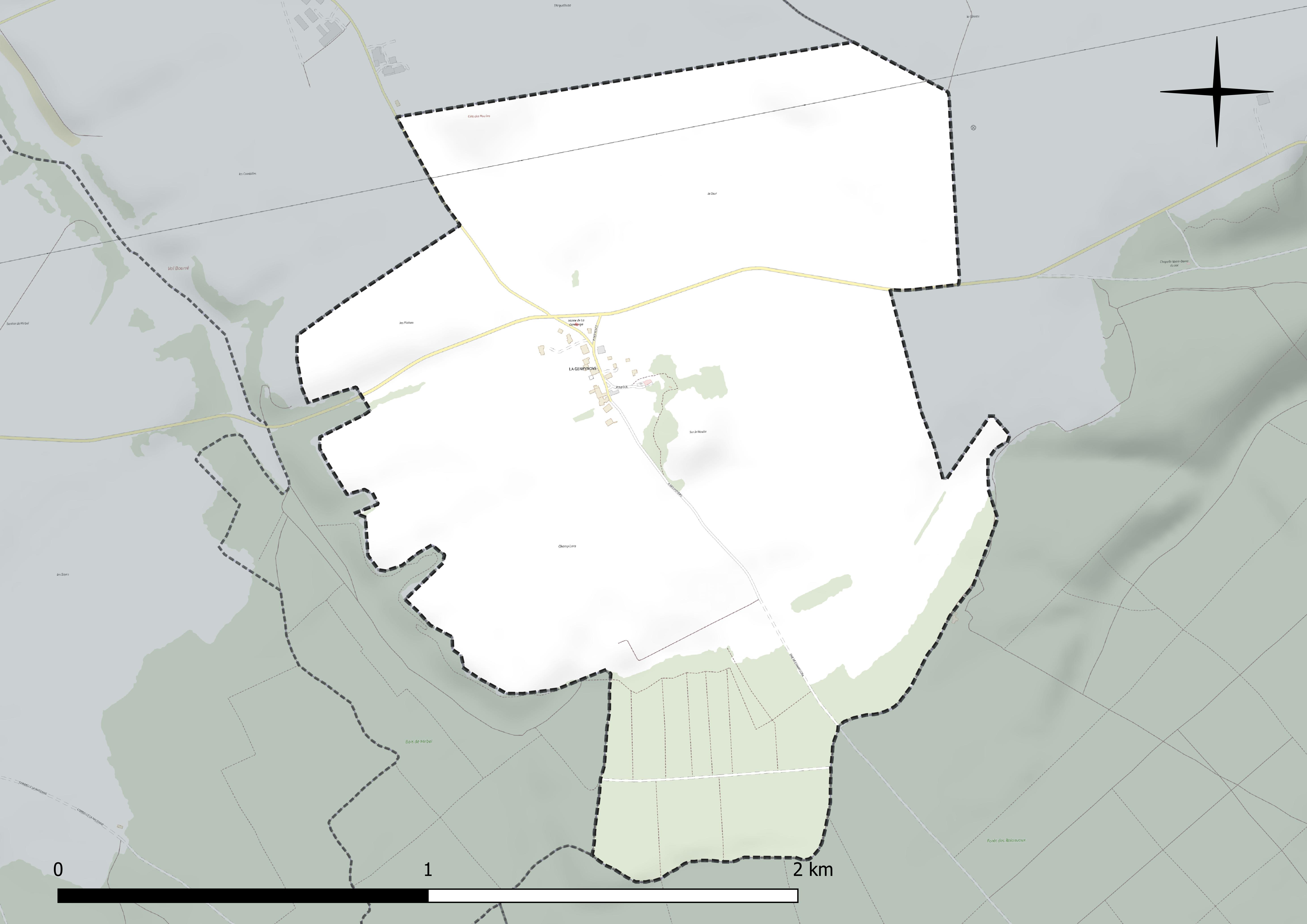
Réseau hydrographique de la Genevroye.

### Climat
Pour des articles plus généraux, voir Climat du Grand Est et Climat de la Haute-Marne.
En 2010, le climat de la commune est de type climat de montagne, selon une étude du Centre national de la recherche scientifique s'appuyant sur une série de données couvrant la période 1971-2000. En 2020, Météo-France publie une typologie des climats de la France métropolitaine dans laquelle la commune est exposée à un climat océanique altéré et est dans la région climatique  Lorraine, plateau de Langres, Morvan, caractérisée par un hiver rude (1,5 °C), des vents modérés et des brouillards fréquents en automne et hiver. 
Pour la période 1971-2000, la température annuelle moyenne est de 9,8 °C, avec une amplitude thermique annuelle de 16,3 °C. Le cumul annuel moyen de précipitations est de 1 002 mm, avec 13,8 jours de précipitations en janvier et 9,8 jours en juillet. Pour la période 1991-2020, la température moyenne annuelle observée sur la station météorologique de Météo-France la plus proche, « Blécourt », sur la commune de Blécourt à 12 km à vol d'oiseau, est de 10,8 °C et le cumul annuel moyen de précipitations est de 879,6 mm. 
La température maximale relevée sur cette station est de 40,2 °C, atteinte le 25 juillet 2019 ; la température minimale est de −18 °C, atteinte le 20 décembre 2009,,. 
Les paramètres climatiques de la commune ont été estimés pour le milieu du siècle (2041-2070) selon différents scénarios d'émission de gaz à effet de serre à partir des nouvelles projections climatiques de référence DRIAS-2020. Ils sont consultables sur un site dédié publié par Météo-France en novembre 2022.

## Urbanisme

### Typologie
Au 1er janvier 2024, La Genevroye est catégorisée commune rurale à habitat très dispersé, selon la nouvelle grille communale de densité à sept niveaux définie par l'Insee en 2022.
Elle est située hors unité urbaine. Par ailleurs la commune fait partie de l'aire d'attraction de Chaumont, dont elle est une commune de la couronne,. Cette aire, qui regroupe 112 communes, est catégorisée dans les aires de 50 000 à moins de 200 000 habitants,.

### Occupation des sols
L'occupation des sols de la commune, telle qu'elle ressort de la base de données européenne d’occupation biophysique des sols Corine Land Cover (CLC), est marquée par l'importance des territoires agricoles (85,2 % en 2018), une proportion identique à celle de 1990 (85,2 %). La répartition détaillée en 2018 est la suivante : 
terres arables (74,3 %), forêts (14,8 %), prairies (10,9 %). L'évolution de l’occupation des sols de la commune et de ses infrastructures peut être observée sur les différentes représentations cartographiques du territoire : la carte de Cassini (XVIIIe siècle), la carte d'état-major (1820-1866) et les cartes ou photos aériennes de l'IGN pour la période actuelle (1950 à aujourd'hui).

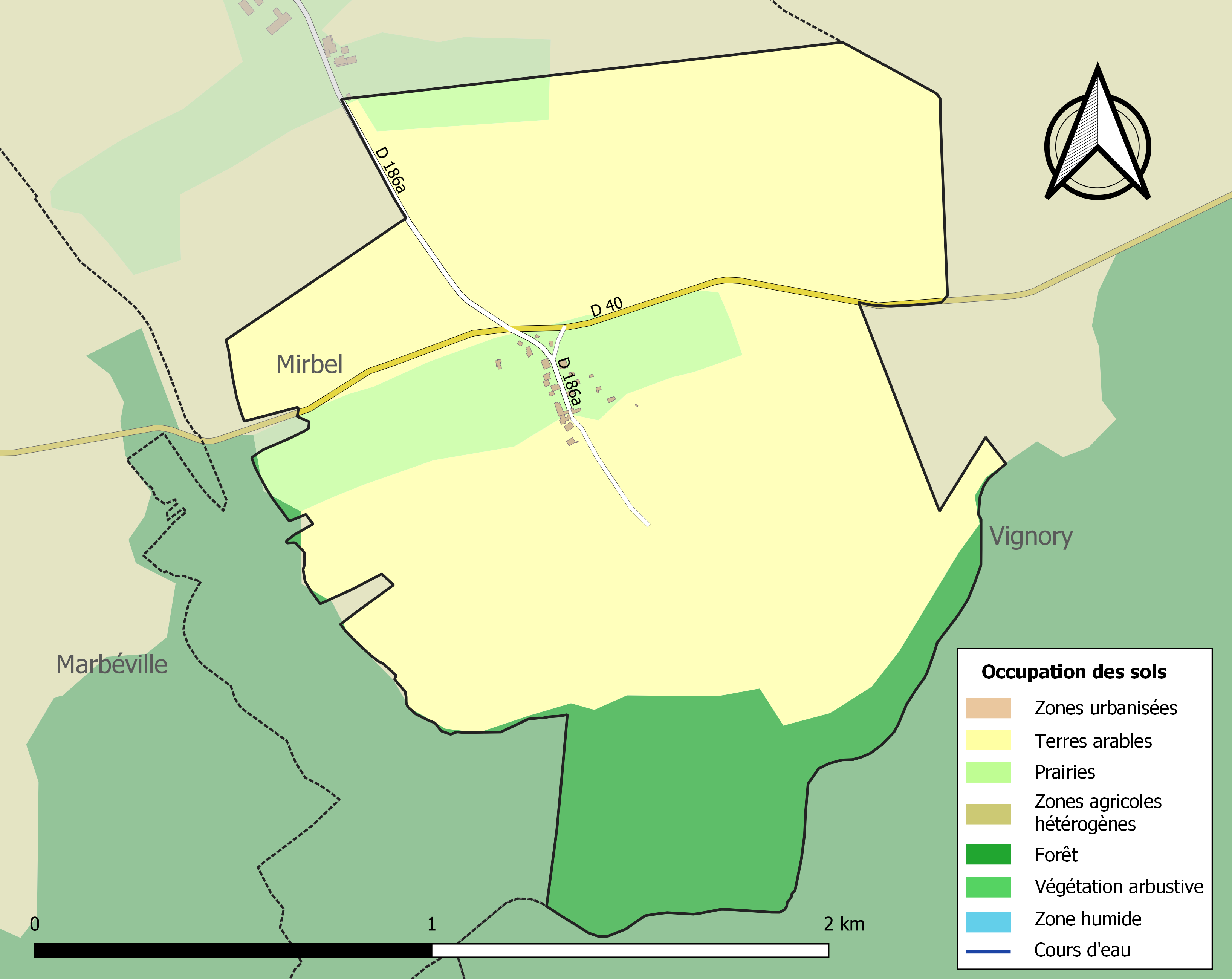
Carte des infrastructures et de l'occupation des sols de la commune en 2018 (CLC).

## Toponymie
Le nom de la localité est attesté sous les formes Nemus de Genevrose (1229) ; Genevroia (1237) ; La Genevroie (1250) ; Genevreia (1250) ; La Genevroye (1398) ; La Genevroye-aux-Pots (1602) ; La Genevroÿe (1626) ; La Genevroye aux Potz (1700) ; La Genevroye au Pot (1768) ; La Genevroy aux Pots (XVIIIe siècle) ; Lagenevroie (1858) ; Lagenevroye (1889).

À lire peut-être * Genevroie ; Genevroia avec la finale -oie, plus ancienne que -aie. « La forêt où poussent, ou planté de genévriers, nom scientifique générique qui désignait déjà ces arbustes chez les Romains. Le terme genévrier dérive de genièvre et du suffixe -ier. Il est issu du latin classique juniperus « genévrier » devenu *jeniperus.

## Politique et administration
| Période                                  | Période         | Identité                                                   | Étiquette | Qualité                   |
| ---------------------------------------- | --------------- | ---------------------------------------------------------- | --------- | ------------------------- |
| 1792                                     |                 | Jacques Collin                                             |           |                           |
|                                          | 1798            | Jean Michel                                                |           |                           |
| 1798                                     | 1800            | Joseph Collin                                              |           |                           |
| 1800                                     | 1802            | François Cultrud                                           |           |                           |
| 1802                                     | 1810            | Joseph Collin                                              |           |                           |
| 1810                                     | 1867            | Jean Charles Michel                                        |           | Propriétaire cultivateur  |
| 1867                                     | 1871            | Ferdinand Gillet                                           |           | Cultivateur               |
| 1871                                     | 1887            | Joseph Hippolyte Collin                                    |           | Cultivateur et manouvrier |
| 1887                                     | 1902            | Léon Miguet                                                |           | Propriétaire cultivateur  |
| 1902                                     | 1909            | Arthur Collin                                              |           | Cultivateur               |
| 1909                                     | 14 octobre 1914 | Aristide Lefort                                            |           | Cultivateur               |
| 14 octobre 1914                          | 1918            | Léon Miguet remplaçant Aristide Lefort mort pour la France |           | Propriétaire cultivateur  |
| 1918                                     |                 | Léon Miguet                                                |           | Propriétaire cultivateur  |
|                                          |                 | Henri Rizaucourt                                           |           | Cultivateur               |
|                                          |                 | Albert Lefort                                              |           | Cultivateur               |
|                                          |                 | Robert Pellouard                                           |           |                           |
| mars 2001                                | mars 2014       | Jean-Pierre Klinkeberg                                     |           |                           |
| mars 2014                                | En cours        | Laurent Pellouard                                          |           | Agent de silo             |
| Les données manquantes sont à compléter. |                 |                                                            |           |                           |

## Population et société

### Démographie

#### Évolution démographique

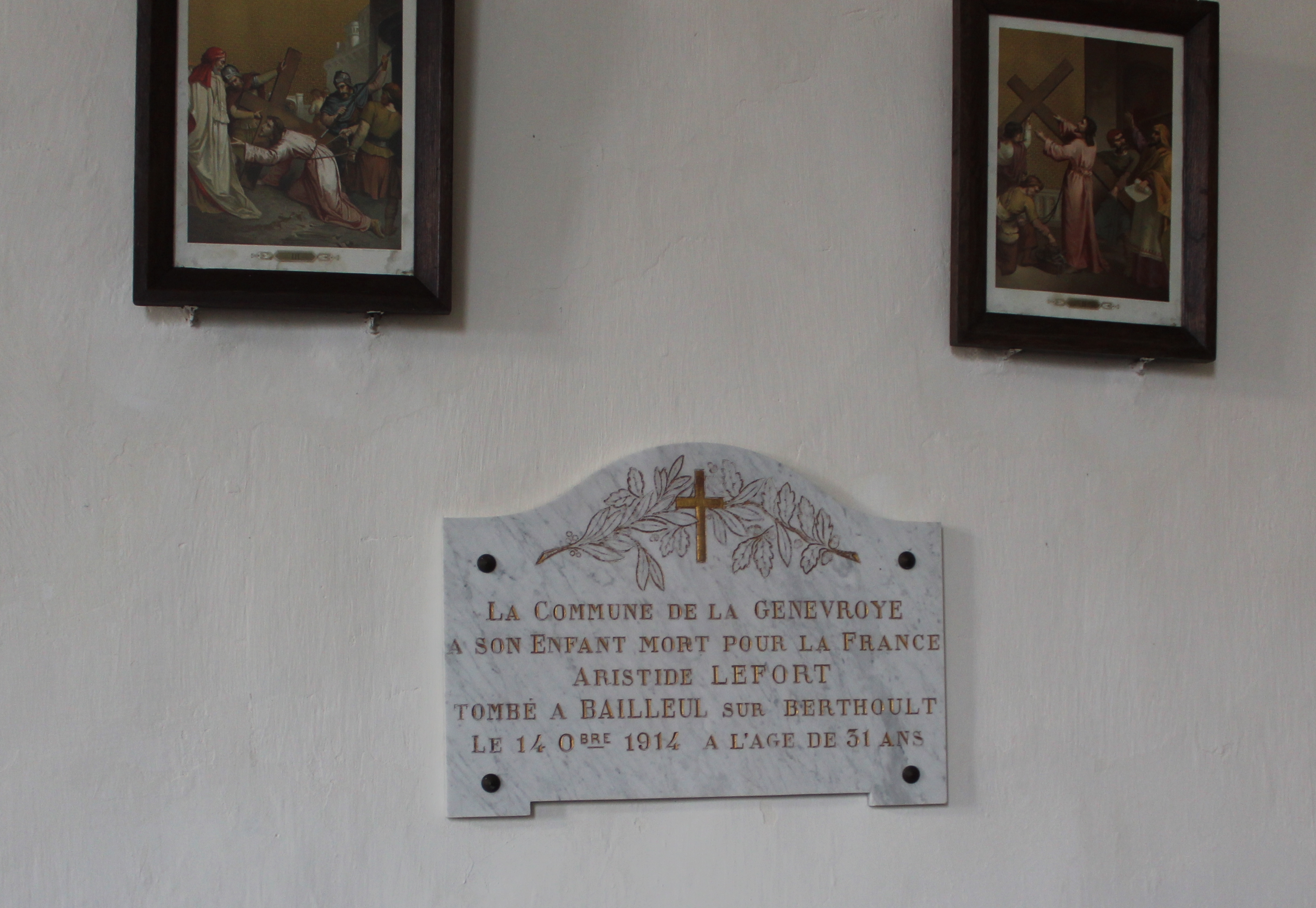
Plaque commémorative Guerre 14/18.

L'évolution du nombre d'habitants est connue à travers les recensements de la population effectués dans la commune depuis 1793. Pour les communes de moins de 10 000 habitants, une enquête de recensement portant sur toute la population est réalisée tous les cinq ans, les populations de référence des années intermédiaires étant quant à elles estimées par interpolation ou extrapolation. Pour la commune, le premier recensement exhaustif entrant dans le cadre du nouveau dispositif a été réalisé en 2007.

En 2022, la commune comptait 29 habitants, en évolution de −6,45 % par rapport à 2016 (Haute-Marne : −4,62 %, France hors Mayotte : +2,11 %).
| 1793 | 1800 | 1806 | 1821 | 1831 | 1836 | 1841 | 1846 | 1851 |
| ---- | ---- | ---- | ---- | ---- | ---- | ---- | ---- | ---- |
| 43   | 38   | 48   | 35   | 38   | 37   | 36   | 33   | 30   |

| 1856 | 1861 | 1866 | 1872 | 1876 | 1881 | 1886 | 1891 | 1896 |
| ---- | ---- | ---- | ---- | ---- | ---- | ---- | ---- | ---- |
| 29   | 30   | 31   | 24   | 24   | 18   | 19   | 19   | 24   |

| 1901 | 1906 | 1911 | 1921 | 1926 | 1931 | 1936 | 1946 | 1954 |
| ---- | ---- | ---- | ---- | ---- | ---- | ---- | ---- | ---- |
| 21   | 19   | 18   | 15   | 13   | 13   | 17   | 19   | 14   |

| 1962 | 1968 | 1975 | 1982 | 1990 | 1999 | 2006 | 2007 | 2012 |
| ---- | ---- | ---- | ---- | ---- | ---- | ---- | ---- | ---- |
| 19   | 23   | 22   | 19   | 24   | 23   | 27   | 27   | 28   |

| 2017 | 2022 | - | - | - | - | - | - | - |
| ---- | ---- | - | - | - | - | - | - | - |
| 32   | 29   | - | - | - | - | - | - | - |

## Lieux et monuments

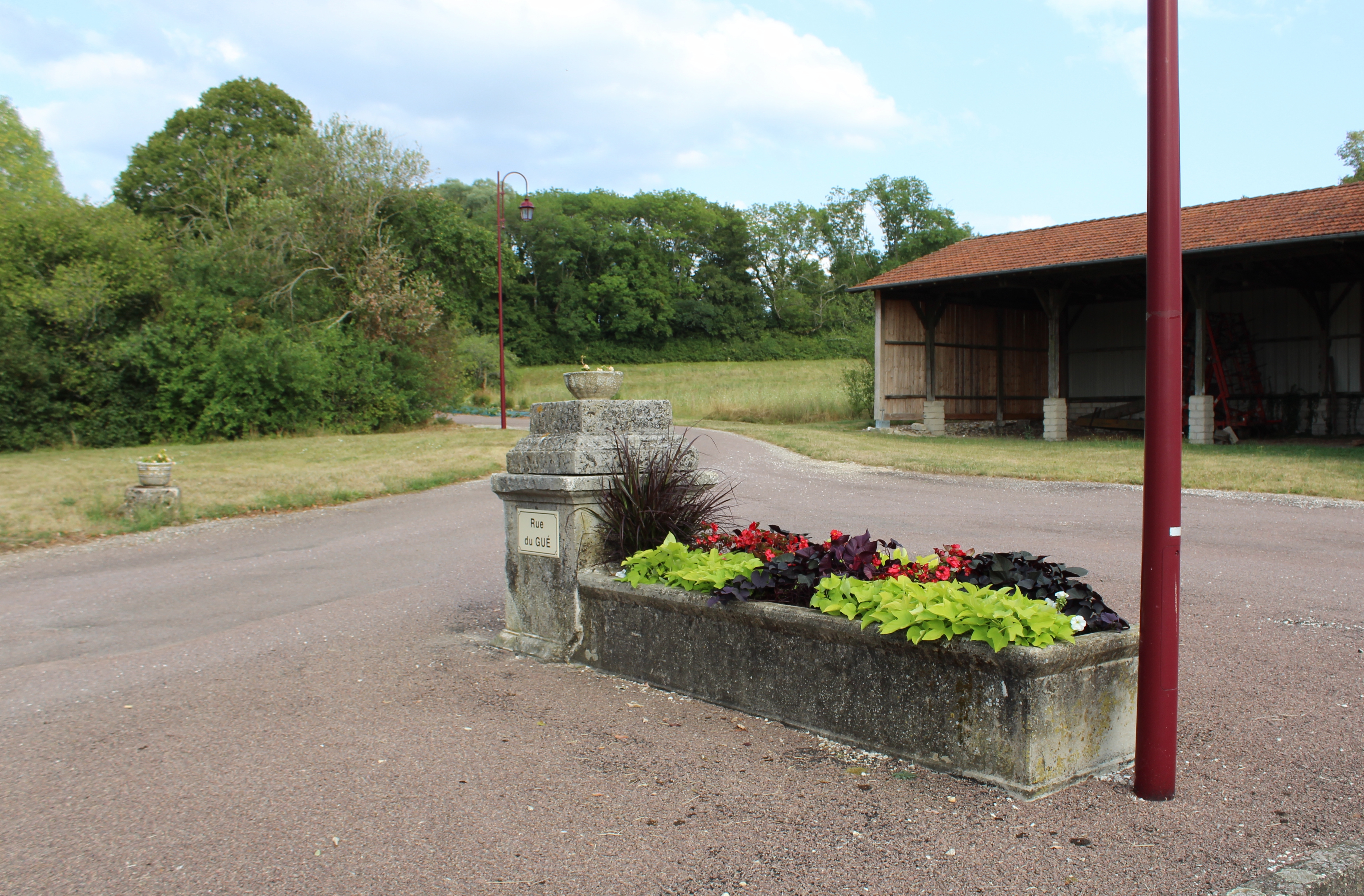
La place.

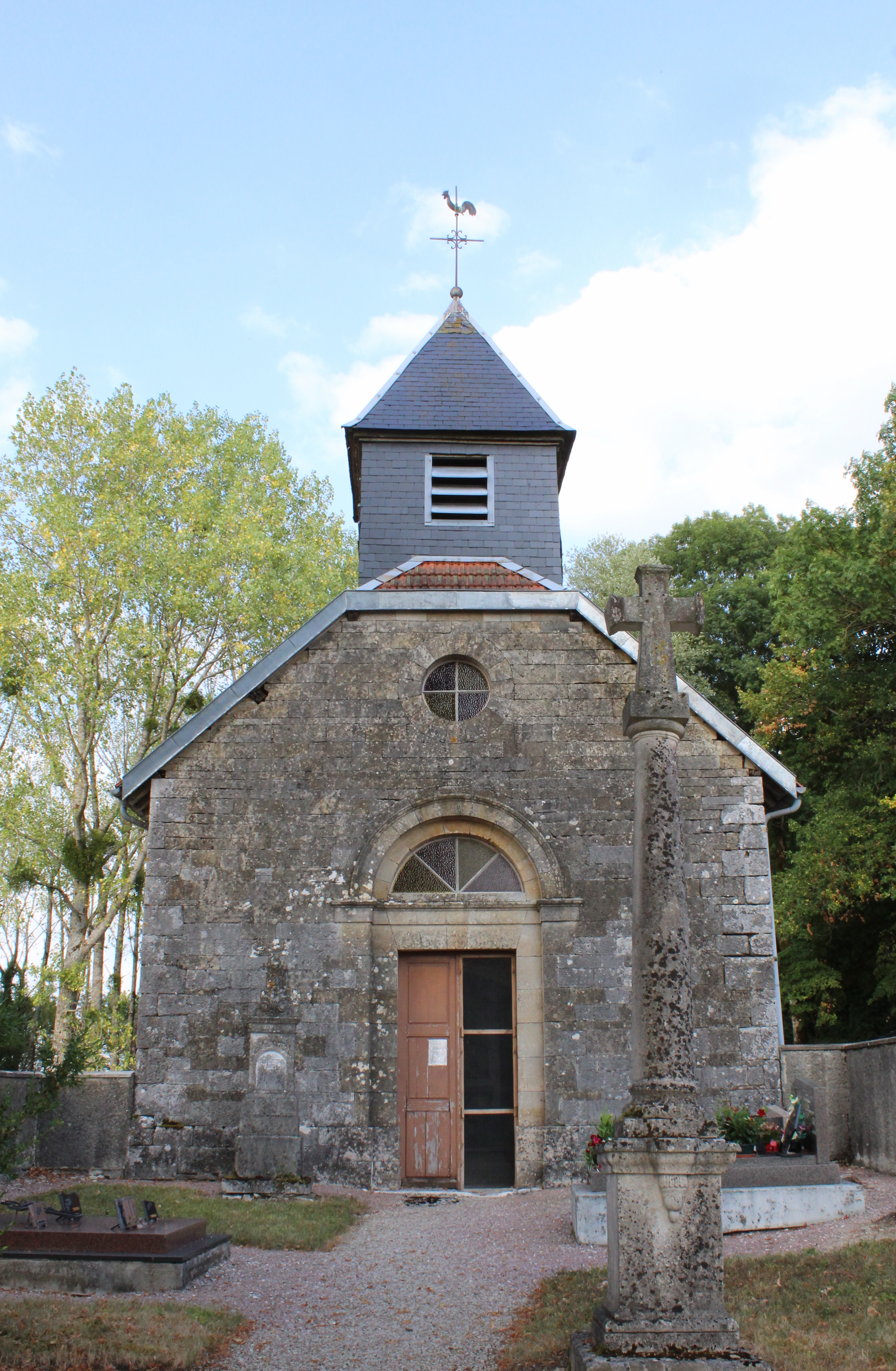
La façade de l'église.

De petite taille, le village, parfois considéré à tort comme un hameau, dispose d'une place communément appelé Le Lavoir, avec un lavoir présent au bord d'un étang, et à proximité une chapelle.
Plusieurs puits sont également visibles à proximité du village, stigmates des anciennes habitations du village.
Enfin, une légende prétend qu'il y a une dizaine d'années, perdue dans les bois à proximité du Lavoir, il était possible de trouver la carcasse de la DS du général de Gaulle criblée de balles. Celle-ci aurait terminée sa course dans ce lieu à la suite d'un attentat commandité contre l'ancien président, sur la route de Colombey-les-Deux-Églises. L'histoire ne retient pas ces faits. Par contre, il existe effectivement une vieille carcasse de Simca Aronde 1956 perdue dans ce secteur.
Église paroissiale Saint-Barthélemy et son cimetière.